# Centrale video

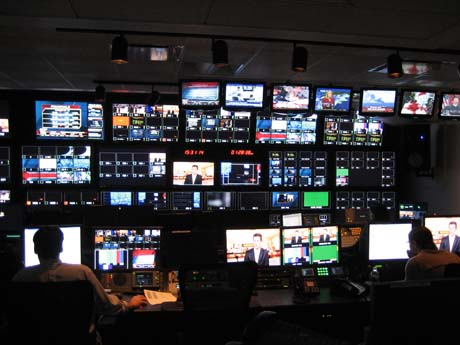
Una centrale video della Fox.

La centrale video o master control room è una struttura tecnica comune a molte emittenti televisive.
La centrale gestisce tutti i segnali in transito e provvede al loro corretto instradamento.
Tutti i segnali entranti vengono ricevuti dalla centrale video, che a sua volta è in grado di instradarli verso studi, salette di montaggio e reparto di emissione, e in generale ovunque ce ne sia bisogno. Se necessario, i segnali possono essere convertiti nel formato e nel rapporto d'aspetto. La centrale gestisce anche gli eventuali segnali audio di coordinamento e ritorno, che vengono di solito trasportati da linee telefoniche tradizionali (tramite un ibrido telefonico) o ISDN.
Le sale della master control room sono composte da una serie di monitor, ricevitori per satelliti e ponti radio, ricevitori per fibre ottiche, ibridi telefonici e apparecchiature di controllo.
Il master control è di solito presidiato da uno o due operatori 24 ore al giorno. Gli operatori sono responsabili del costante monitoraggio della qualità dei segnali, del rispetto delle norme governative sulla radioemittenza e della diagnostica di eventuali malfunzionamenti.